# Jose Panganiban
Jose Panganiban é um município de  segunda classe de renda municipal (d) na província Camarines Norte, nas Filipinas. De acordo com o censo de 1 de maio  de  2020 possui uma população de 63 662 pessoas e 14 560 domicílios.